# Joel Tesis
Joel Isaac Tesis (Colón, 19 marzo 1982) è un cestista panamense.

## Carriera
Con Panama ha disputato due edizioni dei Campionati americani (2009, 2011).